# W. G. Sebald
Winfried Georg „Max“ Sebald (* 18. Mai 1944 in Wertach, Allgäu; † 14. Dezember 2001 in Norfolk, England), bekannt als W. G. Sebald, war ein deutscher Schriftsteller und Literaturwissenschaftler. Er erlangte durch Werke wie Die Ringe des Saturn und Austerlitz ab den 1990er Jahren größere Bekanntheit und wurde vielfach ausgezeichnet, u. a. mit dem Heinrich-Böll-Preis, dem Joseph-Breitbach-Preis und dem Heinrich-Heine-Preis. Aufsehen erregte auch die Kontroverse um seine Auslassungen zur Rolle von Alfred Andersch während der Zeit des Nationalsozialismus.

## Name
Dass Winfried Georg Sebald als W. G. Sebald bekannt ist, beruht darauf, dass er seine Vornamen Winfried und Georg ablehnte. Winfried war für ihn ein „richtiger Nazi-Name“. Von Familie und Freunden ließ er sich „Max“ nennen.

## Leben
W. G. Sebalds Eltern waren Georg Sebald und Rosa, geb. Egelhofer. Er wuchs in Wertach als mittleres von drei Kindern auf. Seine ältere Schwester Gertrud wurde 1941 geboren, seine jüngere Schwester Beate 1951. Der Vater, Sohn eines Eisenbahners, stammte aus dem Bayerischen Wald, lernte Schlosser, trat 1929 in die Reichswehr ein und stieg in der Wehrmacht bis zum Hauptmann auf. Bis 1947 war er in französischer Kriegsgefangenschaft. Von Mitte der fünfziger Jahre bis 1971 diente er in der Bundeswehr (zuletzt als Oberstleutnant). Die wichtigste männliche Bezugsperson für Sebald war der Großvater mütterlicherseits, ein Dorfpolizist in Wertach. Zusammen mit der älteren Schwester wuchs W. G. Sebald im Haus seines Großvaters Egelhofer auf. Seine seit 1936 verheiratete Mutter war 1943 aus Bamberg nach Wertach gekommen und hatte in ihrem Elternhaus Zuflucht gesucht.
Von 1948 bis 1963 lebte W. G. Sebald in Sonthofen. Ab 1954 besuchte Sebald zunächst das Realgymnasium Maria Stern in Immenstadt, dann ab 1955 die Oberrealschule in Oberstdorf, wo er 1963 das Abitur ablegte. Aus gesundheitlichen Gründen vom Wehrdienst befreit, begann er 1963 mit dem Studium der Germanistik und Anglistik an der Albert-Ludwigs-Universität Freiburg. Er wechselte 1965 zu seiner Schwester Gertrud Sebald-Aebischer in die Schweiz, wo er 1966 an der Universität Fribourg den Studienabschluss mit der Licence de lettres erreichte. Im selben Jahr wanderte er nach England aus und heiratete dort 1967. Seine Magisterarbeit schrieb Sebald 1968 über Carl Sternheim.
Danach war er zunächst Lektor an der Universität Manchester; ein Jahr unterrichtete er auch an der privaten Internatsschule Institut auf dem Rosenberg in St. Gallen. Ab 1970 lehrte er Germanistik an der University of East Anglia in Norwich und wurde 1973 über Alfred Döblin promoviert. 1976 bezog er mit Ehefrau Ute und Tochter Anna ein viktorianisches Pfarrhaus (The Old Rectory) in Poringland in der Nähe von Norwich. Dort gewann er der überwucherten Wildnis eine weitläufige Gartenanlage ab; so entstand ein ostenglischer Blumengarten. 1986 habilitierte sich Sebald an der Universität Hamburg mit der Schrift Die Beschreibung des Unglücks – Zur österreichischen Literatur von Stifter bis Handke. 1987 wurde er Professor für Neuere Deutsche Literatur an der University of East Anglia. Dort gründete er das British Centre for Literary Translation (BCLT), ein Forschungszentrum für literarisches Übersetzen. Jedes Jahr lädt das BCLT in Zusammenarbeit mit dem britischen National Centre for Writing und der British Library einen bedeutenden Autor oder Übersetzer als Redner zu einer Vorlesung ein, der W. G. Sebald Lecture.
Seit 1996 war Sebald Mitglied der Deutschen Akademie für Sprache und Dichtung. Bis zuletzt setzte er sich stark für die Auslandsgermanistik in Großbritannien und für die Vermittlung deutschsprachiger Literatur im angelsächsischen Raum ein. Gegen Ende seines Lebens war er ein gefragter Redner und Gesprächspartner in zahlreichen Institutionen des Kulturlebens. Er sei zur Unrast verdammt, schrieb er im Juni 2001 in einem Brief, während er von einem Termin zurückkehrte und zum nächsten aufbrach.
Sebald starb am 14. Dezember 2001 im Alter von 57 Jahren bei einem Autounfall in der Nähe seines Wohnorts. In einer langgezogenen Kurve fuhr er in einen entgegenkommenden Tankwagen. Seine Tochter erlitt als Beifahrerin leichte Verletzungen. Die Untersuchung der Todesursache ergab, dass Sebald einen Herzinfarkt erlitten und den Wagen nicht mehr gelenkt hatte. Seine Grabstätte befindet sich auf dem Friedhof von St. Andrew’s in Framingham Earl südlich von Norwich.

## Werk

### Schriftstellerische Eigenart
Viele Texte Sebalds prägen ein melancholischer Ton und eine wohl bewusst etwas altertümliche Ausdrucksweise. In seinen Texten ist die Frage nach Bedeutung und Funktion von Erinnerung und Gedächtnis wichtig. Sebald widmet sich traumatisierten Menschen: Ausgewanderten, die – wie der Sebald ähnelnde Erzähler – ihr Heimatland verlassen haben und in der Fremde versuchen, sich neu zu orientieren. Besonderes Gewicht hat für Sebald die Problematik des deutsch-jüdischen Verhältnisses. Schon als Jugendlicher empörte er sich über das Schweigen der Vätergeneration über die Kriegsereignisse und den Holocaust. Später richtete er seine Kritik auch gegen das Schweigen, mit dem Literatur und Gesellschaft die Zerstörung der deutschen Städte durch die alliierten Bombardements übergangen hatten.
Nicht unumstritten ist das Argumentationsverfahren des Essayisten und Kritikers Sebald. Unerbittlich verhielt Sebald sich in einer Kontroverse, die er 1993 mit einem Essay über die moralische Integrität Alfred Anderschs während der Zeit des Nationalsozialismus auslöste.

### Kurzbeschreibungen der Werke
Sebalds literarisches Werk entstand im Wesentlichen seit Ende der 1980er Jahre.
Nach der Natur. Ein Elementargedicht (1988) ist Sebalds erste literarische Arbeit im engeren Sinne. Die ersten Teile handeln vom Maler Matthias Grünewald und vom Arzt und Naturwissenschaftler Georg Wilhelm Steller aus Windsheim (Teilnehmer der Zweiten Kamtschatkaexpedition); das letzte Drittel spielt in Wertach. Im Hintergrund stehen existenzielle Fragen der Menschheit und der Biografie des Autors.
In Schwindel. Gefühle. (1990) stellt Sebald in vier eng miteinander verwobenen Reiseerzählungen eigene Erfahrungen und Erinnerungen der melancholischen Haltung von Stendhal und Kafka gegenüber.
Die Ausgewanderten. Vier lange Erzählungen (1992) enthält teilweise auf authentischen Dokumenten beruhende Lebensberichte von vier Personen. Mit Paul Bereyter schildert Sebald seinen Grundschullehrer in Sonthofen. Dem historischen Vorbild Armin Müller war als Juden während der NS-Zeit das Unterrichten deutscher Kinder untersagt. Aus dem fiktiven Großonkel Ambros Adelwarth macht Sebald den Butler eines reichen jüdischen Amerikaners, der in geistiger Umnachtung stirbt, heimgesucht von Schreckensvisionen des Ersten Weltkrieges. Johannes Naegeli, der Freund des Protagonisten der ersten Erzählung, trägt Züge von Sebalds Großvater. Die Luisa-Lanzberg-Geschichte im letzten Teil gestaltet Erinnerungen der 1891 geborenen Thea Frank-G. in literarischer Form.
Die Ringe des Saturn. Eine englische Wallfahrt ist ein Prosawerk aus dem Jahr 1995. Thema ist eine sechstägige Fußwanderung im August 1992 durch einen Landstrich an der Ostküste Englands, der auf verschiedene Weise mit historischen Ereignissen und biografischen Entwicklungen des Ich-Erzählers verbunden ist.
In Luftkrieg und Literatur (1999) macht Sebald der deutschsprachigen Nachkriegsliteratur, vor allem der Gruppe 47, den Vorwurf, sie habe vor der Darstellung des Luftkriegs moralisch wie ästhetisch versagt. Enthalten sind Auszüge von heftigen Gegenreaktionen sowie ein Essay voll kompromissloser Kritik Sebalds an Alfred Andersch und dessen Werk. Im Nachgang zu dieser Diskussion wurden unter anderem die Werke des Nachkriegsautors Gert Ledig wiederentdeckt und verlegt. Dessen Antikriegsroman Vergeltung aus dem Jahre 1956 schildert apokalyptisch den Luftangriff der Amerikaner auf eine deutsche Großstadt. Eine ausführliche Auseinandersetzung mit Sebalds Thesen findet sich auch in Zeugen der Zerstörung (2003, aktualisiert 2008) von Volker Hage, der zu dem Schluss kommt: „Die Lücke, die nicht nur von Sebald empfunden worden war, ist weniger eine der Produktion als der Rezeption – es sind viele Romane und Erzählungen über den Luftkrieg publiziert worden, doch sie fielen schnell und gründlich dem Vergessen anheim, wenn sie überhaupt zur Kenntnis genommen wurden.“
Austerlitz (2001) gilt als Sebalds „Meisterwerk“. Geschildert wird die Suche des sechzigjährigen Jacques Austerlitz nach seiner Herkunft. Darin wird H. G. Adler und dessen wissenschaftliches Werk Theresienstadt 1941–1945. Das Antlitz einer Zwangsgemeinschaft erwähnt. Das Buch hat eine Diskussion über die Art und Weise ausgelöst, in der Sebald sich realen biographischen Materials bemächtigte. 2015 wurde dieser Roman von der BBC-Auswahl der besten 20 Romane von 2000 bis 2014 zu einem der bislang bedeutendsten Werke dieses Jahrhunderts gewählt. Uwe Schütte, einer von Sebalds Doktoranden und Autor mehrerer Bücher über Sebald, schätzt die Qualität des Romans Austerlitz nicht so hoch ein.
For Years Now (2001, postum erschienen) ist eine Sammlung von 23 kurzen Gedichten in englischer Sprache.
Campo Santo (2003) enthält Prosafragmente, Essays und Reden aus dem Nachlass. Es handelt sich teilweise um zuvor publizierte Teile eines älteren, 1996 allerdings aufgegebenen Projekts eines Buches über Korsika.
Sebald war ein Freund und Bewunderer des Malers und Radierers Jan Peter Tripp, über dessen Arbeiten er mehrere Essays geschrieben hat. Das gemeinsam geplante Buch Unerzählt (2003) mit seinen 33 Augenpaaren und 33 kurzen Prosa-Miniaturen ist das Vermächtnis einer langen Künstlerfreundschaft. Sebalds Texte enthalten viele Bezüge zur eigenen Biographie.
Die Gedichtsammlung Über das Land und das Wasser (2008) enthält Lyrik aus den Jahren 1964 bis 2001. Neben bereits veröffentlichten Texten finden sich fünfzehn zuvor ungedruckte Gedichte.

## Werke

### Literarische Werke
- Nach der Natur. Ein Elementargedicht. Greno, Nördlingen 1988, ISBN 3-89190-436-3; Eichborn, Frankfurt am Main, 2001, ISBN 3-8218-4713-1; als Taschenbuch: Fischer, Frankfurt am Main 1995, ISBN 3-596-12055-1.
- Schwindel. Gefühle. Eichborn, Frankfurt am Main 1990, Reihe Die Andere Bibliothek, ISBN 978-3-8218-4063-5.
- Die Ausgewanderten. Eichborn, Frankfurt am Main 1992, ISBN 3-8218-4093-5.
- Die Ringe des Saturn. Eine englische Wallfahrt. Eichborn, Frankfurt am Main 1995, ISBN 3-8218-4130-3.
- For years now. Gemeinsam mit Tess Jaray, Short Books, 2001, ISBN 978-1-904095-09-5.
- Austerlitz. Hanser, München 2001, ISBN 3-446-19986-1; als Taschenbuch: Fischer, Frankfurt am Main 2003, ISBN 3-596-14864-2.
  - als Hörbuch gelesen von Michael Krüger: Hörverlag, München 2017, 9 CD.
- Unerzählt, 33 Texte. Hanser, München 2003, ISBN 978-3-446-20257-3.
- Campo Santo. Herausgegeben von Sven Meyer. Hanser, München 2003, ISBN 3-446-20356-7.
- Über das Land und das Wasser. Ausgewählte Gedichte 1964–2001. Herausgegeben von Sven Meyer. Hanser, München 2008, ISBN 978-3-596-19484-1.

### Essayistische und literaturwissenschaftliche Werke
- Carl Sternheim: Kritiker und Opfer der Wilhelminischen Ära. Magisterarbeit. Kohlhammer, Stuttgart 1969.
- Der Mythus der Zerstörung im Werk Döblins. Dissertation. Ernst Klett, Stuttgart 1980.
- Die Beschreibung des Unglücks. Zur österreichischen Literatur von Stifter bis Handke. Residenz-Verlag, Salzburg/Wien 1985.
- A radical stage: theatre in Germany in the 1970s and 1980s. (Radikale Bühne – Theater in Deutschland in den 1970er und 1980er Jahren.) Herausgegeben von W.G. Sebald. Berg, Oxford 1988.
- Unheimliche Heimat. Essays zur österreichischen Literatur. Residenz-Verlag, Salzburg/Wien 1991.
- Logis in einem Landhaus. (Autorenporträts über Gottfried Keller, Johann Peter Hebel, Robert Walser u. a.) Hanser, München 1998.
- Luftkrieg und Literatur. Mit einem Essay zu Alfred Andersch. Hanser, München 1999.
- Ich möchte zu ihnen hinabsteigen und finde den Weg nicht. Zu den Romanen Jurek Beckers. In: Sinn und Form 2/2010, S. 226–234 (Erstveröffentlichung, ursprünglich verfasst für eine 1992 erschienene Materialiensammlung zum Werk Jurek Beckers, die Aufnahme von Sebalds Essay wurde damals jedoch abgelehnt.)

### Gespräche
- Torsten Hoffmann (Hrsg.): »Auf ungeheuer dünnem Eis«. Gespräche 1971 bis 2001. Fischer-Taschenbuchverlag, Frankfurt am Main 2011, ISBN 978-3-596-19415-5.

### Hörspielbearbeitungen
- Ferbers Mutter. Hörspiel nach dem Roman Die Ausgewanderten. Mit Corinna Kirchhoff (Mutter), Michael König (Sohn). Bearbeitung und Regie: Ulrich Gerhardt. Produktion: Bayerischer Rundfunk 1995 (unter dem Titel Aurachs Mutter)
- Il Ritorno in Patria. Hörspiel nach der gleichnamigen Erzählung aus dem Band Schwindel.Gefühle. Mit August Zirner (Erzähler), Crescentia Dünsser (Anna Ambroser), Paul Bartdorff (Max), Catalina Bartdorff (Anna, jung), Monica Anna Cammerlander (Bedienerin), Christian Heller (Holzknecht), Jürg Kienberger (Dr. Piazolo), Händl Klaus (Tiroler Polizist), Karl Knaup (Bauer Erd), Martin Ostermeier (Zollbeamter), Mona Petri (Fräulein Rauch), Seraphina Schweiger (Romana), Gabi Striegl (Rezeptionistin) sowie W. G. Sebald (Wanderer). Musik: Cico Beck, Hörspielbearbeitung und Regie: Ralf Bücheler und Johannes Mayr. Produktion: SRF/ORF 2021 (online auf SRF Play)[23]
- Jetzund kömpt die Nacht herbey. Ansichten aus dem Leben und Sterben des Immanuel Kant. Hörspiel nach dem Drehbuch von W. G. Sebald. Mit Michael Schenk, Martin Reinke, Matthias Bundschuh, Udo Schenk, Tom Zahner, Rainer Homann, Peter Harting, German Gorst, Wolf Anoil, Martin Bross, Yvon Jansen, Ulrich Marx. Realisation: Claudia Johanna Leist. Produktion: WDR 2015
- Max Aurach. Hörspiel mit Bruno Ganz, Michael König. Bearbeitung und Regie: Ulrich Gerhardt. Produktion: BR 1994

## Rezeption
In Deutschland wurde man erst Mitte der 1990er Jahre auf W. G. Sebald aufmerksam. Noch später wurde er in Großbritannien, den USA – wo besonders Susan Sontag sich für ihn einsetzte – und in Frankreich populär. Heute ist Sebald einer der meistdiskutierten deutschsprachigen Autoren. Seine Werke wurden in viele Sprachen übersetzt. Der Schriftsteller Michael Hamburger, mit dem ihn eine enge Freundschaft verband, übertrug mehrere von Sebalds Werken ins Englische. 2012 erschien der Dokumentarfilm Patience (After Sebald) des Regisseurs Grant Gee, der auf Basis von Die Ringe des Saturn eine Reise durch Suffolk unternimmt.

### Auszeichnungen
- 1991: Fedor-Malchow-Lyrikpreis
- 1994: Preis der LiteraTour Nord
- 1994: Berliner Literaturpreis
- 1994: Johannes-Bobrowski-Medaille
- 1997: Mörike-Preis der Stadt Fellbach
- 1997: Wingate Literary Prize
- 1997: Heinrich-Böll-Preis
- 1999: Prix du Meilleur livre étranger (Essay) für Die Ringe des Saturn
- 2000: Joseph-Breitbach-Preis
- 2000: Heinrich-Heine-Preis der Stadt Düsseldorf
- 2002: National Book Critic’s Circle Award (postum)
- 2002: Literaturpreis der Stadt Bremen (postum)
- 2002: Wingate Literary Prize (postum)

### Gedenkorte
Sebald-Weg
Zur Erinnerung hat die Gemeinde Wertach den elf Kilometer langen Weg von Oberjoch bis zum Geburtshaus W. G. Sebalds als „Sebald-Weg“ bezeichnet und gestaltet. In Il ritorno in Patria (Kapitel in Schwindel. Gefühle) schildert er das Wegstück: Auf sechs Stelen finden sich Textstücke, bezogen auf den jeweiligen topographischen Ort.
Sebald Copse
Auf dem Gelände der University of East Anglia in Norwich umgibt eine kreisförmige Sitzbank eine Blutbuche, gepflanzt im Jahr 2003 von der Familie W. G. Sebalds zur Erinnerung an den Schriftsteller. Zusammen mit weiteren Bäumen, die von ehemaligen Studenten des Schriftstellers gespendet wurden, wird der Platz Sebald Copse („Sebald-Wäldchen“) genannt. Die Bank, deren Form an die Ringe des Saturn erinnert, trägt ein Zitat aus Unerzählt (auf Deutsch): „Unerzählt bleibt die Geschichte der abgewandten Gesichter“.

### Deutsche Sebald Gesellschaft
2019 wurde in Kempten (Allgäu) die Deutsche Sebald Gesellschaft e. V. gegründet. Ihr Vorsitzender ist der Mediziner Ricardo Felberbaum. Der Verein hat sich das Ziel gesetzt, das Werk von W. G. Sebald einem größeren Leserkreis zu erschließen und die Rezeption seines Werks zu fördern. Zu diesem Zweck wird regelmäßig ein Preis vergeben, der die beste deutschsprachige literarische Arbeit zum Thema „Gedächtnis und Erinnerung“ auszeichnet.
Der Verein vergibt den mit 10.000 Euro dotierten W.-G.-Sebald-Literaturpreis alle zwei Jahre (in Verbindung mit den Städten Kempten und Sonthofen sowie der Gemeinde Wertach). In den Wettbewerbsbeiträgen soll eine künstlerische Auseinandersetzung mit der Region Allgäu oder mit der Person und dem Werk Sebalds stattfinden.
Auf die erste Ausschreibung im November 2019 wurden 900 Texte eingereicht, die in einem anonymisierten Verfahren von einer fünfköpfigen Jury begutachtet wurden. Ihr gehörten an: der Literaturwissenschaftler und Lektor des S. Fischer Verlags Hans Jürgen Balmes, die Literaturwissenschaftlerin Claudia Öhlschläger, der Literaturwissenschaftler Jürgen Ritte, die Kulturjournalistin und Trägerin des Alfred-Kerr-Preises Marie Schmidt und der Literaturwissenschaftler Kay Wolfinger. Die erste Preisträgerin des Wettbewerbs 2020, der den Themenkomplex „Erinnerung und Gedächtnis“ als Leitmotiv hatte, war die Autorin und Übersetzerin Esther Kinsky. Sie erhielt den Preis für ihren Text Kalkstein.
Preisträgerin des Wettbewerbs 2022 wurde Kirsten Fuchs mit ihrem dystopischen Beitrag Sneaker, „der das in Sebalds Werk zentrale Motiv der Zerstörung konsequent in die Zukunft überführt.“

## Dokumentationen
- Thomas Honickel, W.G. Sebald: Der Ausgewanderte. 2007[31]
- Thomas Honickel: Sebald.Orte. 2007[32]